# Метлюг переривчастий
Метлюг переривчастий (Apera interrupta) — вид рослин із родини злакових (Poaceae).

## Біоморфологічна характеристика
Однорічник. Стебла прямовисні чи колінчасто висхідні, 10–70 см завдовжки, поодинокі або росте пучками. Листові піхви гладкі. Язичок листка 2–5 мм завдовжки. Листові пластинки згорнені; 5–12 см завдовжки, 0.5–4 мм ушир; поверхня шорстка. Суцвіття — скорочена, яйцеподібна, перервана волоть, 3–20 × 0.4–1.5 см. Колосочки складаються з 1 родючою квіточкою, довгасті, стиснуті збоку, 2–2.5 мм завдовжки. Колоскові луски схожі, блискучі; нижня — ланцетна, 1–2 мм завдовжки, 1-кілева, 1-жилкова, з гострою верхівкою; верхня — яйцювата, 2–2.5 мм завдовжки, 1-кілева, 3-жилкова, з гострою верхівкою. Родюча лема яйцювата, 2–2.5 мм завдовжки, 5-жилкова, з гострою верхівкою, 1-остюкова. Палея 0.75 від довжини леми, 2-жилкова. Зернівка еліпсоїдна.

## Середовище проживання
Зростає у північно-західній Африці (Алжир, Туніс), Європі (Австрія, Велика Британія, Іспанія, Італія, Крим, Німеччина, Північний Кавказ, Румунія, Сербія, Словенія, Словаччина, Угорщина, Туреччина в Європі, Франція, Хорватія, Чехія, Швеція, Швейцарія), західній і центральній Азії (Азербайджан, Афганістан, Вірменія, Іран, Ірак, Казахстан, Киргизстан, Ліван, Пакистан, Сирія, Таджикистан, Туреччина, Туркменістан, Узбекистан); рослина натуралізована в Австралії, Канаді, США, Чилі; інтродукована ще в кілька країн.
В Україні вид росте на піщаних місцях і як бур'ян — зібраний у Криму в ок. Севастополя та нижній течії р. Біюк-Карасу.